# Michael Oliver

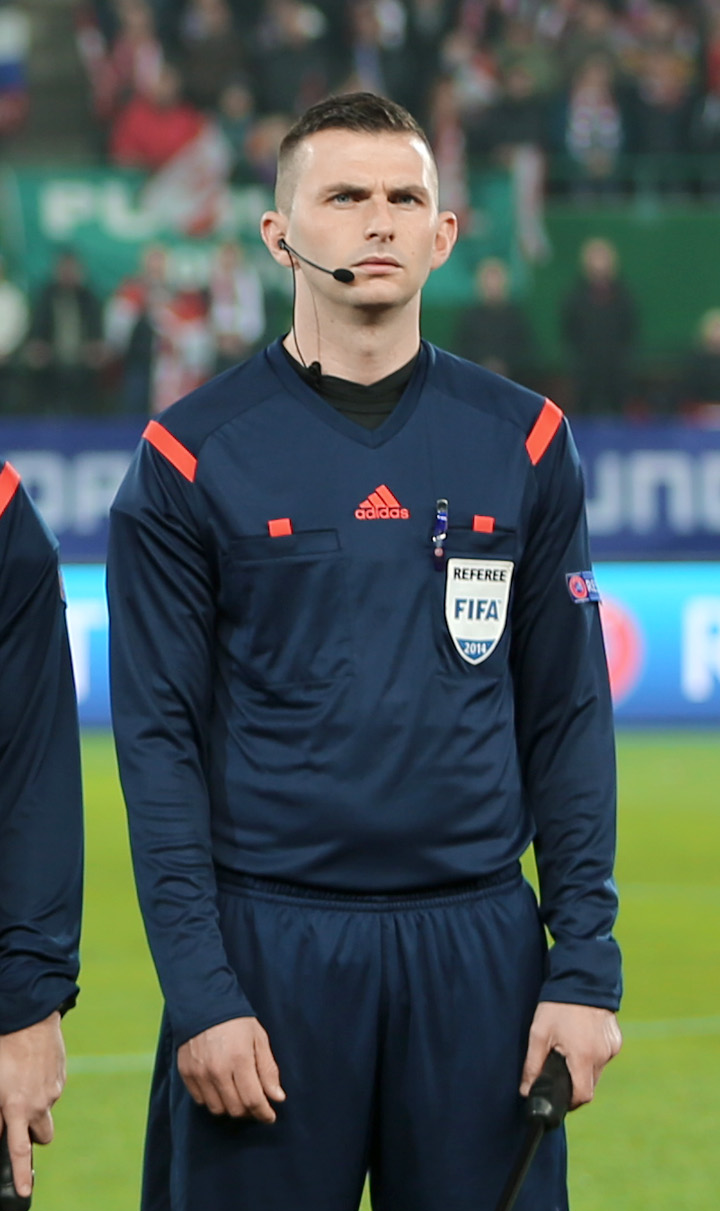
Michael Oliver inför en match i kvalspelet till Europamästerskapet i fotboll 2016.

Michael Oliver, född 20 februari 1985, är en engelsk fotbollsdomare som huvudsakligen dömer i Premier League. Han blev 2010 den yngsta domaren någonsin i Premier League, då han 24 år gammal tilldelades en match mellan Fulham och Portsmouth. Matchen flyttades däremot fram på grund av dåligt väder och på grund av en fotledsskada blev Oliver tvungen att vila tills april. I augusti fick han slutligen döma sin första match i Premier League, en match mellan Birmingham City och Blackburn Rovers. Oliver var då 25 år och 182 dagar och med det bröt han Stuart Atwells gamla rekord som den yngsta domaren i Premier League någonsin. Sedan 2012 är han godkänd Fifa-domare, vilket möjliggör tjänst i Champions League, Uefa Europa League och internationella matcher.